# Franco Cesana
Franco Cesana (Mantova, 20 settembre 1931 – Pescarola, 14 settembre 1944) è stato un partigiano italiano, medaglia di bronzo al valor militare.
Considerato il più giovane partigiano caduto in combattimento, era di origine ebraica.

## Biografia
Franco frequentava le scuole elementari a Bologna, dove viveva con la famiglia, quando, in seguito all'approvazione delle leggi razziali fasciste, fu espulso dalla scuola all'età di 7 anni. Proseguì gli studi nella scuola improvvisata dalla comunità ebraica bolognese presso la sinagoga. In seguito alla morte di suo padre, nel 1939, si trasferì con sua madre e suo fratello Lelio a Torino, dove proseguì gli studi in una scuola ebraica.
Dopo l'8 settembre le truppe naziste che occupavano il centro e il nord dell'Italia iniziarono la caccia all'ebreo e la famiglia di Franco dovette nascondersi fra le montagne, trovando rifugio vicino a Serramazzoni. Suo fratello maggiore Lelio si arruolò nelle formazioni partigiane di Giustizia e libertà e Franco volle seguirlo. Si arruolò nella brigata Scarabelli della 2ª divisione Modena Montagna e partecipò a numerosi scontri con i tedeschi. In uno di questi restò ucciso nei pressi di Gombola di Polinago il 14 settembre 1944. Riconosciuto partigiano dal 1º luglio al 14 settembre 1944, gli è stata attribuita la medaglia di bronzo al valor militare alla memoria.
Fu sepolto nel cimitero di Pescarola di Prignano fino al 1957, poi nel Monumento Ossario ai Caduti Partigiani della Certosa di Bologna e il suo nome è ricordato nel sacrario di piazza del Nettuno.
Sono state intitolate al suo nome una scuola elementare a Bologna e una a Roma.